# Borovnik (Murter)
Borovnik je nenaseljeni otočić u hrvatskom dijelu Jadranskog mora.
Njegova površina iznosi 0,049 km². Dužina obalne crte iznosi 0,86 km.